# Jonesville (Virginia)
Jonesville település az Amerikai Egyesült Államok Virginia államában, Lee megyében, melynek megyeszékhelye is. Lakosainak száma 872 fő (2020. április 1.).

## Népesség
A település népességének változása:

| 2010 | 1 034 |
| 2020 | 872   |